# إكسبرشن ويب
ميكروسوفت إكسبرشن ويب (بالإنجليزية: Microsoft Expression Web)‏ ، وله الاسم الكودي كوارتز Quartz، هو تطبيق برمجي لتحرير لغة ترميز النص الفائق، وتصميم مواقع الإنترنت منتج بواسطة ميكروسوفت ضمن طاقم التطبيقات مايكروسوفت إكسبرشن ستوديو.
يمكن من خلال إكسبرشن ويب تصميم وتطوير صفحات الويب باستخدام تقنيات لغة الترميز القابلة للامتداد وصفحات الطرز المتراصة 2.1 وإيه إس بي دوت نت ولغة رقم النص الفائق القابلة للتمديد وتحويل لغة الأسلوب الموسع وبي إتش بي، وجافا سكريبت. يتطلب إكسبرشن ويب كل من إطار عمل دوت نت 4.0 و سيلفرلايت 4.0 لتثبيته وتشغيله. يستخدم إكسبرشن ويب محركًا خاصًا به لتصيير الصفحات، وهو مبني على المعايير القياسية، ويختلف عن محرك ترايدنت Trident المستخدم في متصفح إنترنت إكسبلورر الخاص بميكروسوفت.

## تاريخ الإصدارات

### الإصدار الأول
في 14 مايو 2006 أصدرت ميكروسوفت أول إصدار معاينة تقنية مجتمعية لإكسبرشن ويب، وفي 5 سبتمبر 2006 أصدرت الإصدار بيتا 1، حيث أزيلت منها أغلب الأجزاء والوظائف القديمة المأخوذة من فرونت بيج بالإضافة إلى الأجزاء الغير معيارية الموجودة في إصدار المعاينة التقنية. أطلق الإصدار الموجه للتسويق RTM في 4 ديسمبر 2006، وحزمة الخدمات الأولى والوحيدة في ديسمبر 2007.
لا يحتوي إكسبرشن ويب على أدوات تحكم التحقق من صحة مدخلات النماذج المكونة من حقول HTML كما كان فرونت بيج يحتويها، ولكنه يدعم أدوات تحكم التحقق من الصحة لـ إيه إس بي دوت نت.

### الإصدار الثاني
أطلق الإصدار 2 من إكسبرشن ويب في 2008، وفي هذا الإصدار أضيف دعم مباشر لـ بي إتش بي وسيلفرلايت، ولم تصدر أي حزم خدمات لهذا الإصدار.

### الإصدار الثالث
أطلق الإصدار 3 في 2009، وفي هذا الإصدار أعيد كتابة البرنامج من البداية باستخدام تقنية بنية عروض ويندوز، ليتماشى مع باقي البرامج ضمن طاقم مايكروسوفت إكسبرشن ستوديو، حيث أنه وحتى الإصدار الثاني كان إكسبرشن ويب هو الوحيد ضمن مجموعة إكسبرشن ستوديو الذي بني باستخدام مكونات خاصة بميكروسوفت أوفيس. وأصدر لهذا الإصدار حزمتي خدمات آخرهما في إبريل 2010.

### الإصدار الرابع
أطلق الإصدار 4 من إكسبرشن ويب في 7 يونيو 2010، وقد أصدرت له حزمة الخدمات الأولى في مارس 2011 والثانية في يوليو 2011.

## وصلات خارجية
- موقع البرنامج.
- موقع إكسبرشن ستوديو